# Wereldkampioenschappen kunstschaatsen 2007
De Wereldkampioenschappen kunstschaatsen is een evenement dat georganiseerd wordt door de Internationale Schaatsunie, in deze competitie doen kunstschaatsers mee. De winnaar mag zich kronen tot Wereldkampioen kunstschaatsen. Dit evenement is het meest prestigieuze evenement van het jaar in de kunstrijdwereld.
In 2007 werden de kampioenschappen van 19 tot en met 25 maart gehouden in Tokio. Het was voor de derde keer dat Tokio de gaststad was voor de WK Kunstschaatsen, eerder vonden ze er in 1977 en 1985 plaats. Het was voor de vijfde keer dat de Wereldkampioenschappen Kunstschaatsen in Japan werden gehouden, in 1994 vonden ze in Chiba en in 2002 in Nagano plaats.
Voor de mannen was het de 97e editie, voor de vrouwen de 87e editie, voor de paren de 85e editie, en voor de ijsdansers de 55e editie.

## Deelname
De deelnemers komen per land in het kampioenschap. Elk lid van de ISU mag één schaatser/één paar aanmelden per discipline. Extra startplaatsen (met en maximum van drie per discipline) zijn verdiend op basis van de eindklasseringen op het WK van 2006.
Vanwege het grote aantal deelnemers kwalificeert alleen de beste vierentwintig in de individuele disciplines en de beste twintig bij de paren zich voor de vrije kür, na het korte programma. Bij het IJsdansen kwalificeren de beste dertig van de verplichte dans zich voor de klassieke dans. Hierna vallen weer zes koppels af, zodat er vierentwintig koppels de vrije dans rijden.
Een kandidaat-deelnemer moet op 1 juli van het voorafgaande jaar minimaal vijftien jaar oud zijn. Deelnemers aan de Wereldkampioenschappen kunstrijden junioren 2007 zijn niet leeftijdsgerechtigd voor de senioren kampioenschappen.

### Deelnemende landen
Zesenveertig landen schreven deelnemers in voor dit toernooi, zij zouden samen 138 startplaatsen invullen. Canada en de Verenigde Staten waren met elf startplaatsen de grootste delegaties op dit toernooi. (Tussen haakjes het totaal aantal startplaatsen over de vier disciplines.)
| Canada (11) Verenigde Staten (11) Rusland (9) China (7) Frankrijk (6) Japan (6) Italië (6) Duitsland (5) Oekraïne (4) Polen (4) | Bulgarije (3) Estland (3) Finland (3) Griekenland (3) Israël (3) Mexico (3) Oezbekistan (3) Oostenrijk (3) Zweden (3) | Zwitserland (3) Australië (2) Hongarije (2) Hongkong (2) Kroatië (2) Litouwen (2) Roemenië (2) Servië (2) Slovenië (2) | Slowakije (2) Tsjechië (2) Turkije (2) Verenigd Koninkrijk (2) Zuid-Korea (2) Armenië (2) Azerbeidzjan (2) België (2) Georgië (1) | India (1) Letland (1) Monaco (1) Nieuw-Zeeland (1) Spanje (1) Taiwan (1) Thailand (1) Wit-Rusland (1) Zuid-Afrika (1) |

## Medaille verdeling
Bij de mannen veroverde Brian Joubert de wereldtitel, het was zijn derde medaille, in 2004 en 2006 werd hij tweede. Hij was de derde Fransman die de wereldtitel bij de mannen veroverde, Alain Giletti in 1960 en Alain Calmat in 1965 waren hem voorgegaan. Daisuke Takahashi op plaats twee veroverde zijn eerste WK medaille, hij was de derde Japanner die op het erepodium bij de mannen plaatsnam, Minoru Sano (derde in 1977) en Takeshi Honda (derde in 2002, 2003) waren hem voorgegaan. De wereldkampioen van 2005 en 2006, Stéphane Lambiel eindigde dit jaar als derde.
Bij de vrouwen stond er voor het eerst een volledig Aziatisch trio op het erepodium. Voor alle drie de vrouwen was het hun eerste WK medaille, dit was behalve het eerste kampioenschap in 1906 en het eerste toernooi na de Eerste Wereldoorlog in 1922 na zeven jaar onderbreking, het zevende toernooi waarop een geheel nieuw podium werd gevormd, in 1949, 1953, 1977, 1981, 1983 en 1991 vond dit eerder plaats. Miki Ando werd de vierde Japanse wereldkampioene, Midori Ito (1989), Yuka Sato (1994) en Shizuka Arakawa (2004) waren haar voorgegaan. Mao Asada op plaats twee debuteerde op het WK. De derde plaats voor de Zuid-Koreaanse debutante Kim Yu-na was de eerste WK medaille voor haar land bij de WK Kunstschaatsen.
Bij het paarrijden veroverden Shen Xue / Zhao Hongbo hun derde wereldtitel, ook in 2002, 2003 werden ze wereldkampioen, het was hun achtste medaille, in 1999, 2000, 2004 werden ze tweede en in 2001 en 2005 derde. Hun landgenoten Pang Qing / Tong Jian op plaats twee veroverden hun derde medaille, in 2004 werden ze derde en in 2006 wereldkampioen. Aliona Savchenko / Robin Szolkowy op plaats drie veroverden hun eerste WK medaille.
Bij het ijsdansen was het erepodium een kopie van 2006. Albena Denkova / Maxim Staviski prolongeerden de wereldtitel, het was hun vierde medaille, in 2003 werden ze derde en in 2004 tweede. Marie-France Dubreuil / Patrice Lauzon op de tweede plaats veroverden hun tweede medaille. Tanith Belbin / Benjamin Agostoop plaats drie veroverden hun derde medaille, in 2005 werden ze tweede.
| Discipline | Goud ·                           | Zilver ·                               | Brons ·                           |
| ---------- | -------------------------------- | -------------------------------------- | --------------------------------- |
| Mannen     | Brian Joubert                    | Daisuke Takahashi                      | Stéphane Lambiel                  |
| Vrouwen    | Miki Ando                        | Mao Asada                              | Kim Yu-na                         |
| Paren      | Shen Xue / Zhao Hongbo           | Pang Qing / Tong Jian                  | Aliona Savchenko / Robin Szolkowy |
| IJsdansen  | Albena Denkova / Maksim Staviski | Marie-France Dubreuil / Patrice Lauzon | Tanith Belbin / Benjamin Agosto   |

## Uitslagen

### Mannen / Vrouwen
| Mannen                 | Mannen                   | Mannen                    | Mannen | Mannen    | Mannen    |
| #                      | naam (deelnames)         | land                      | punten | korte kür | lange kür |
| ---------------------- | ------------------------ | ------------------------- | ------ | --------- | --------- |
| Goud                   | Brian Joubert (6)        | Vlag van Frankrijk        | 240.85 | 1         | 3         |
| Zilver                 | Daisuke Takahashi (3)    | Vlag van Japan            | 237.95 | 3         | 1         |
| Brons                  | Stéphane Lambiel (6)     | Vlag van Zwitserland      | 233.35 | 6         | 2         |
| 4                      | Tomáš Verner (6)         | Vlag van Tsjechië         | 226.25 | 9         | 4         |
| 5                      | Evan Lysacek (3)         | Vlag van Verenigde Staten | 222.18 | 5         | 5         |
| 6                      | Jeffrey Buttle (5)       | Vlag van Canada           | 214.96 | 2         | 8         |
| 7                      | Nobunari Oda (2)         | Vlag van Japan            | 209.94 | 14        | 6         |
| 8                      | Johnny Weir (4)          | Vlag van Verenigde Staten | 206.97 | 4         | 10        |
| 9                      | Kristoffer Berntsson (7) | Vlag van Zweden           | 206.29 | 15        | 7         |
| 10                     | Sergej Davydov (7)       | Vlag van Wit-Rusland      | 203.05 | 8         | 12        |
| 11                     | Alban Préaubert (2)      | Vlag van Frankrijk        | 202.60 | 10        | 11        |
| 12                     | Stefan Lindemann (6)     | Vlag van Frankrijk        | 198.78 | 16        | 9         |
| 13                     | Christopher Mabee (1)    | Vlag van Canada           | 195.38 | 7         | 14        |
| 14                     | Yannick Ponsero (1)      | Vlag van Frankrijk        | 192.63 | 12        | 15        |
| 15                     | Ryan Bradley (1)         | Vlag van Verenigde Staten | 188.90 | 19        | 13        |
| 16                     | Emanuel Sandhu (8)       | Vlag van Canada           | 188.59 | 11        | 16        |
| 17                     | Karel Zelenka (4)        | Vlag van Italië           | 180.10 | 17        | 17        |
| 18                     | Jamal Othman (3)         | Vlag van Zwitserland      | 178.39 | 18        | 20        |
| 19                     | Sergej Voronov (1)       | Vlag van Rusland          | 176.57 | 22        | 19        |
| 20                     | Andrei Lutai (1)         | Vlag van Rusland          | 175.46 | 24        | 18        |
| 21                     | Igor Matsipura (2)       | Vlag van Slowakije        | 174.94 | 21        | 22        |
| 22                     | Gregor Urbas (7)         | Vlag van Slovenië         | 174.39 | 23        | 21        |
| 23                     | Jialiang Wu (1)          | Vlag van China            | 170.10 | 13        | 24        |
| 24                     | Anton Kovalevski (2)     | Vlag van Oekraïne         | 169.27 | 20        | 23        |
| Vrije kür niet bereikt |                          |                           |        |           |           |
| 25                     | Ari-Pekka Nurmenkari (5) | Vlag van Finland          | 55.79  | 25        |           |
| 26                     | Xu Ming (1)              | Vlag van China            | 54.80  | 26        |           |
| 27                     | Alper Ucar (3)           | Vlag van Turkije          | 50.09  | 27        |           |
| 28                     | Sean Carlow (3)          | Vlag van Australië        | 49.73  | 28        |           |
| 29                     | Christian Rauchbauer (1) | Vlag van Oostenrijk       | 49.19  | 29        |           |
| 30                     | Trifun Zivanovic (5)     | Vlag van Servië           | 48.45  | 30        |           |
| 31                     | Naiden Borichev (1)      | Vlag van Bulgarije        | 46.69  | 31        |           |
| 32                     | Sergei Kotov (4)         | Vlag van Israël           | 43.99  | 32        |           |
| 33                     | Przemysław Domański (1)  | Vlag van Polen            | 42.51  | 33        |           |
| 34                     | Lee Dong-whun (3)        | Vlag van Zuid-Korea       | 42.00  | 34        |           |
| 35                     | Javier Fernández (1)     | Vlag van Spanje           | 41.57  | 35        |           |
| 36                     | Luis Hernandez (2)       | Vlag van Mexico           | 40.33  | 36        |           |
| 37                     | Justin Pietersen (2)     | Vlag van Zuid-Afrika      | 39.73  | 37        |           |
| 38                     | Boris Martinec (1)       | Vlag van Kroatië          | 37.09  | 38        |           |
| 39                     | Zeus Issariotis (2)      | Vlag van Griekenland      | 37.03  | 39        |           |
| 40                     | Edward Ka-Yin Chow (3)   | Vlag van Hongkong         | 34.63  | 40        |           |
| 41                     | Zoltán Kelemen (1)       | Vlag van Roemenië         | 33.71  | 41        |           |
| 42                     | Joel Watson (1)          | Vlag van Nieuw-Zeeland    | 30.09  | 42        |           |

| Vrouwen                | Vrouwen                      | Vrouwen                   | Vrouwen | Vrouwen   | Vrouwen   |
| #                      | naam (deelnames)             | land                      | punten  | korte kür | lange kür |
| ---------------------- | ---------------------------- | ------------------------- | ------- | --------- | --------- |
| Goud                   | Miki Ando (3)                | Vlag van Japan            | 195.09  | 2         | 2         |
| Zilver                 | Mao Asada (1)                | Vlag van Japan            | 194.45  | 5         | 1         |
| Brons                  | Kim Yu-na (1)                | Vlag van Zuid-Korea       | 186.14  | 1         | 4         |
| 4                      | Kimmie Meissner (2)          | Vlag van Verenigde Staten | 180.23  | 4         | 3         |
| 5                      | Yukari Nakano (2)            | Vlag van Japan            | 168.92  | 7         | 6         |
| 6                      | Carolina Kostner (5)         | Vlag van Italië           | 168.92  | 3         | 9         |
| 7                      | Sarah Meier (6)              | Vlag van Zwitserland      | 160.80  | 9         | 8         |
| 8                      | Susanna Pöykiö (5)           | Vlag van Finland          | 160.12  | 10        | 7         |
| 9                      | Emily Hughes (2)             | Vlag van Verenigde Staten | 159.06  | 6         | 13        |
| 10                     | Joannie Rochette (5)         | Vlag van Canada           | 158.98  | 16        | 5         |
| 11                     | Valentina Marchei (3)        | Vlag van Italië           | 153.60  | 14        | 10        |
| 12                     | Júlia Sebestyén (10)         | Vlag van Hongarije        | 153.50  | 8         | 15        |
| 13                     | Jelena Sokolova (6)          | Vlag van Rusland          | 149.77  | 11        | 14        |
| 14                     | Kiira Korpi (2)              | Vlag van Finland          | 149.47  | 17        | 11        |
| 15                     | Alissa Czisny (1)            | Vlag van Verenigde Staten | 147.74  | 18        | 12        |
| 16                     | Arina Martinova (2)          | Vlag van Rusland          | 145.28  | 12        | 16        |
| 17                     | Elene Gedevanisjvili (2)     | Vlag van Georgië          | 144.40  | 13        | 17        |
| 18                     | Elena Glebova (2)            | Vlag van Estland          | 131.18  | 22        | 18        |
| 19                     | Anastasia Gimazetdinova (4)  | Vlag van Oezbekistan      | 130.44  | 15        | 20        |
| 20                     | Joanne Carter (4)            | Vlag van Australië        | 127.17  | 19        | 21        |
| 21                     | Idora Hegel (8)              | Vlag van Kroatië          | 125.66  | 24        | 19        |
| 22                     | Liu Yan (3)                  | Vlag van China            | 123.22  | 21        | 23        |
| 23                     | Tamar Katz (2)               | Vlag van Israël           | 122.51  | 23        | 22        |
| 24                     | Mira Leung (2)               | Vlag van Canada           | 120.74  | 20        | 24        |
| Vrije kür niet bereikt |                              |                           |         |           |           |
| 25                     | Kathrin Freudelsperger (1)   | Vlag van Oostenrijk       | 42.24   | 25        |           |
| 26                     | Lina Johansson (2)           | Vlag van Zweden           | 41.87   | 26        |           |
| 27                     | Tugba Karademir (5)          | Vlag van Turkije          | 41.79   | 27        |           |
| 28                     | Irina Movtsjan (1)           | Vlag van Oekraïne         | 40.76   | 28        |           |
| 29                     | Kristin Wieczorek (1)        | Vlag van Duitsland        | 40.35   | 29        |           |
| 30                     | Roxana Luca (8)              | Vlag van Roemenië         | 39.65   | 30        |           |
| 31                     | Anna Jurkiewicz (1)          | Vlag van Polen            | 36.39   | 31        |           |
| 32                     | Hristina Vassileva (5)       | Vlag van Bulgarije        | 36.22   | 32        |           |
| 33                     | Radka Bartova (1)            | Vlag van Slowakije        | 36.17   | 33        |           |
| 34                     | Isabelle Pieman (1)          | Vlag van België           | 35.12   | 34        |           |
| 35                     | Ivana Hudziecová (1)         | Vlag van Tsjechië         | 33.86   | 35        |           |
| 36                     | Teodora Poštič (2)           | Vlag van Slovenië         | 33.77   | 36        |           |
| 37                     | Merovee Ephrem (1)           | Vlag van Monaco           | 33.01   | 37        |           |
| 38                     | Maria-Elena Papasotiriou (1) | Vlag van Griekenland      | 32.90   | 38        |           |
| 39                     | Julia Teplih (1)             | Vlag van Letland          | 31.19   | 39        |           |
| 40                     | Charissa Tansomboon (1)      | Vlag van Thailand         | 30.46   | 40        |           |
| 41                     | Jocelyn Ho (1)               | Vlag van Taiwan           | 30.41   | 41        |           |
| 42                     | Ana Cecilia Cantu (5)        | Vlag van Mexico           | 30.28   | 42        |           |
| 43                     | Ksenia Jastsenjski (5)       | Vlag van Servië           | 27.56   | 43        |           |
| 44                     | Ami Parekh (1)               | Vlag van India            | 26.82   | 44        |           |
| 45                     | Christine Lee (3)            | Vlag van Hongkong         | 23.57   | 45        |           |

### Paren / IJsdansen
| Paren                  | Paren                                        | Paren                        | Paren  | Paren     | Paren     |
| #                      | naam (deelnames)                             | land                         | punten | korte kür | lange kür |
| ---------------------- | -------------------------------------------- | ---------------------------- | ------ | --------- | --------- |
| Goud                   | Shen Xue Zhao Hongbo (12)                    | Vlag van China               | 203.50 | 1         | 1         |
| Zilver                 | Pang Qing Tong Jian (9)                      | Vlag van China               | 188.46 | 3         | 2         |
| Brons                  | Aliona Savchenko (4) Robin Szolkowy (3)      | Vlag van Duitsland           | 187.39 | 2         | 3         |
| 4                      | Tatjana Volosozjar (5) Stanislav Morozov (7) | Vlag van Oekraïne            | 173.62 | 8         | 5         |
| 5                      | Zhang Dan Zhang Hao (6)                      | Vlag van China               | 173.39 | 10        | 4         |
| 6                      | Valerie Marcoux (5) Craig Buntin (4)         | Vlag van Canada              | 167.25 | 5         | 6         |
| 7                      | Jessica Dube Bryce Davison (2)               | Vlag van Canada              | 164.59 | 7         | 7         |
| 8                      | Rena Inoue (6) John Baldwin (5)              | Vlag van Verenigde Staten    | 163.97 | 6         | 8         |
| 9                      | Yuko Kawaguchi (4) Alexander Smirnov (1)     | Vlag van Rusland             | 163.62 | 4         | 10        |
| 10                     | Anabelle Langlois (4) Cody Hay (1)           | Vlag van Canada              | 160.01 | 13        | 9         |
| 11                     | Maria Moechortova Maksim Trankov (2)         | Vlag van Rusland             | 150.43 | 12        | 11        |
| 12                     | Brooke Castile Benjamin Okolski (1)          | Vlag van Verenigde Staten    | 139.00 | 14        | 13        |
| 13                     | Dominika Piatkowska Dmitri Khromin (2)       | Vlag van Polen               | 138.98 | 15        | 12        |
| 14                     | Marylin Pla Yannick Bonheur (3)              | Vlag van Frankrijk           | 131.31 | 16        | 16        |
| 15                     | Angelika Pylkina Niklas Hogner (1)           | Vlag van Zweden              | 130.75 | 17        | 15        |
| 16                     | Laura Magitteri Ondřej Hotárek (1)           | Vlag van Italië              | 130.18 | 18        | 14        |
| 17                     | Stacey Kemp David King (2)                   | Vlag van Verenigd Koninkrijk | 126.95 | 19        | 17        |
| 18                     | Mari Vartmann Florian Just (2)               | Vlag van Duitsland           | 116.81 | 20        | 18        |
| -                      | Dorota Zagórska (13) Mariusz Siudek (15)     | Vlag van Polen               | 57.23  | 9         | tzt *     |
| -                      | Maria Petrova (11) Aleksej Tichonov (10)     | Vlag van Rusland             | 56.36  | 11        | tzt *     |
| Vrije kür niet bereikt |                                              |                              |        |           |           |
| 21                     | Marina Aganina Artem Knyazev (6)             | Vlag van Oezbekistan         | 40.60  | 21        |           |
| 22                     | Diana Rennik Aleksei Saks (4)                | Vlag van Estland             | 40.04  | 22        |           |

| IJsdansen              | IJsdansen                                            | IJsdansen                    | IJsdansen | IJsdansen  | IJsdansen | IJsdansen |
| #                      | naam (deelnames)                                     | land                         | punten    | verpl. kür | org. kür  | vrije kür |
| ---------------------- | ---------------------------------------------------- | ---------------------------- | --------- | ---------- | --------- | --------- |
| Goud                   | Albena Denkova (15) Maksim Staviski (11)             | Vlag van Bulgarije           | 201.61    | 2          | 1         | 1         |
| Zilver                 | Marie-France Dubreuil Patrice Lauzon (8)             | Vlag van Canada              | 200.46    | 1          | 3         | 2         |
| Brons                  | Tanith Belbin Benjamin Agosto (7)                    | Vlag van Verenigde Staten    | 195.43    | 5          | 2         | 4         |
| 4                      | Isabelle Delobel Olivier Schoenfelder (10)           | Vlag van Frankrijk           | 195.19    | 4          | 5         | 3         |
| 5                      | Oksana Domnina Maksim Sjabalin (5)                   | Vlag van Rusland             | 193.44    | 3          | 4         | 5         |
| 6                      | Tessa Virtue Scott Moir (1)                          | Vlag van Canada              | 183.94    | 9          | 6         | 6         |
| 7                      | Meryl Davis Charlie White (1)                        | Vlag van Verenigde Staten    | 179.14    | 10         | 8         | 7         |
| 8                      | Jana Chochlova Sergej Novitski (2)                   | Vlag van Rusland             | 178.29    | 6          | 7         | 8         |
| 9                      | Federica Faiella (7) Massimo Scali (6)               | Vlag van Italië              | 170.75    | 7          | 9         | 11        |
| 10                     | Melissa Gregory Denis Petukhov (4)                   | Vlag van Verenigde Staten    | 170.08    | 11         | 10        | 9         |
| 11                     | Sinead Kerr John Kerr (4)                            | Vlag van Verenigd Koninkrijk | 167.14    | 8          | 11        | 12        |
| 12                     | Nathalie Pechalat Fabian Bourzat (4)                 | Vlag van Frankrijk           | 162.05    | 14         | 13        | 10        |
| 13                     | Anna Cappellini Luca Lanotte (1)                     | Vlag van Italië              | 158.83    | 12         | 16        | 13        |
| 14                     | Alexandra Zaretski Roman Zaretski (2)                | Vlag van Israël              | 156.52    | 13         | 12        | 14        |
| 15                     | Nozomi Watanabe Akiyuki Kido (5)                     | Vlag van Japan               | 152.21    | 15         | 17        | 15        |
| 16                     | Kristin Fraser (7) Igor Loekanin (8)                 | Vlag van Azerbeidzjan        | 152.10    | 16         | 14        | 16        |
| 17                     | Anna Zadorozjnjoek Sergej Verbillo (2)               | Vlag van Oekraïne            | 148.13    | 17         | 15        | 17        |
| 18                     | Nelli Zhiganshina Alexander Gazsi (1)                | Vlag van Duitsland           | 142.87    | 20         | 18        | 19        |
| 19                     | Grethe Gruenberg Kristian Rand (1)                   | Vlag van Estland             | 141.55    | 23         | 19        | 18        |
| 20                     | Kaitlyn Weaver Andrew Poje (1)                       | Vlag van Canada              | 140.14    | 18         | 23        | 20        |
| 21                     | Huang Xintong Zheng Xun (1)                          | Vlag van China               | 138.44    | 19         | 22        | 21        |
| 22                     | Anastasia Grebenkina (6) Vazgen Azrojan (6)          | Vlag van Armenië             | 137.07    | 21         | 21        | 23        |
| 23                     | Katherine Copely Deividas Stagniūnas (1)             | Vlag van Litouwen            | 136.63    | 24         | 20        | 22        |
| 24                     | Olga Akimova Alexander Shakalov (3)                  | Vlag van Oezbekistan         | 130.58    | 22         | 24        | 24        |
| Vrije kür niet bereikt |                                                      |                              |           |            |           |           |
| 25                     | Barbora Silná (1) Dmitri Matsjuk (2)                 | Vlag van Oostenrijk          | 64.35     | 25         | 25        |           |
| 26                     | Zsuzsanna Nagy György Elek (1)                       | Vlag van Hongarije           | 55.38     | 26         | 28        |           |
| 27                     | Nicolette Amie House (1) Aidas Reklys (6)            | Vlag van Litouwen            | 53.26     | 28         | 26        |           |
| 28                     | Christa-Elizabeth Goulakos Eric Neumann-Aubichon (1) | Vlag van Griekenland         | 53.13     | 29         | 27        |           |
| 29                     | Laura Munana Luke Munana (3)                         | Vlag van Mexico              | 52.35     | 27         | 29        |           |

Medaillewinnaars

Mannen · 
Vrouwen ·
Paren · 
IJsdansen

 Toernooi

1896 · 
1897 · 
1898 · 
1899 · 
1900 · 
1901 · 
1902 · 
1903 · 
1904 · 
1905 · 
1906 · 
1907 · 
1908 · 
1909 · 
1910 · 
1911 · 
1912 · 
1913 · 
1914 · 
1915-1921 · 
1922 · 
1923 · 
1924 · 
1925 · 
1926 · 
1927 · 
1928 · 
1929 · 
1930 · 
1931 · 
1932 · 
1933 · 
1934 · 
1935 · 
1936 · 
1937 · 
1938 · 
1939 ·
1940-1946 · 
1947 · 
1948 · 
1949 · 
1950 · 
1951 · 
1952 · 
1953 · 
1954 · 
1955 · 
1956 · 
1957 · 
1958 · 
1959 · 
1960 · 
1961 · 
1962 · 
1963 · 
1964 · 
1965 · 
1966 · 
1967 · 
1968 · 
1969 · 
1970 · 
1971 · 
1972 · 
1973 · 
1974 · 
1975 · 
1976 · 
1977 · 
1978 · 
1979 · 
1980 · 
1981 · 
1982 · 
1983 · 
1984 · 
1985 · 
1986 · 
1987 · 
1988 · 
1989 · 
1990 · 
1991 · 
1992 · 
1993 · 
1994 · 
1995 ·
1996 · 
1997 · 
1998 · 
1999 · 
2000 · 
2001 · 
2002 · 
2003 · 
2004 · 
2005 · 
2006 ·
2007 ·
2008 ·
2009 ·
2010 ·
2011 ·
2012 ·
2013 ·
2014 ·
2015 ·
2016 ·
2017 ·
2018 ·
2019 · 
2020 · 
2021 ·
2022 ·
2023 ·
2024

 ISU-kampioenschappen

WK kunstschaatsen junioren ·
EK kunstschaatsen ·
Viercontinentenkampioenschap ·
Olympische Spelen